# 3 000 mètres steeple féminin aux Jeux olympiques d'été de 2020
Pour des articles plus généraux, voir Athlétisme aux Jeux olympiques d'été de 2020 et Steeple aux Jeux olympiques.
Navigation
Rio 2016 Paris 2024
L'épreuve du 3 000 mètres steeple féminin aux Jeux olympiques de 2020 se déroule les 1er et 4 août 2021 au Stade olympique national de Tokyo, au Japon.

## Records
Avant cette compétition, les records dans cette discipline étaient les suivants : 
| Record du monde  | Beatrice Chepkoech (KEN)       | 8 min 44 s 32 | Monaco | 20 juillet 2018 |
| Record olympique | Gulnara Samitova-Galkina (RUS) | 8 min 58 s 81 | Pékin  | 17 août 2008    |

## Résultats

### Finale
| Rang                                | Athlète               | Pays            | Temps   | Notes |
| ----------------------------------- | --------------------- | --------------- | ------- | ----- |
| Médaille d'or, Jeux olympiques      | Peruth Chemutai       | Ouganda         | 9:01.45 | NR    |
| Médaille d'argent, Jeux olympiques  | Courtney Frerichs     | États-Unis      | 9:04.79 | SB    |
| Médaille de bronze, Jeux olympiques | Hyvin Jepkemoi        | Kenya           | 9:05.39 |       |
| 4                                   | Mekides Abebe         | Éthiopie        | 9:06.16 |       |
| 5                                   | Gesa Felicitas Krause | Allemagne       | 9:14.00 |       |
| 6                                   | Maruša Mišmaš-Zrimšek | Slovénie        | 9:14.84 | NR    |
| 7                                   | Beatrice Chepkoech    | Kenya           | 9:16.33 |       |
| 8                                   | Zerfe Wondemagegn     | Éthiopie        | 9:16.41 |       |
| 9                                   | Elizabeth Bird        | Grande-Bretagne | 9:19.68 |       |
| 10                                  | Winfred Yavi          | Bahreïn         | 9:19.74 |       |
| 11                                  | Geneviève Lalonde     | Canada          | 9:22.40 |       |
| 12                                  | Valerie Constien      | États-Unis      | 9:31.61 |       |
| 13                                  | Luiza Gega            | Albanie         | 9:34.10 |       |
| 14                                  | Carolina Robles       | Espagne         | 9:50.96 |       |
|                                     | Genevieve Gregson     | Australie       |         | DNF   |
|                                     | Emma Coburn           | États-Unis      |         | DQ    |

### Séries
Les 3 premières de chaque série (Q) et les 6 meilleurs temps (q) se qualifient pour la finale.

#### Série 1
| Rang | Athlète            | Pays       | Temps    | Notes |
| ---- | ------------------ | ---------- | -------- | ----- |
| 1    | Winfred Yavi       | Bahreïn    | 9:10.80  | Q     |
| 2    | Peruth Chemutai    | Ouganda    | 9:12.72  | Q, SB |
| 3    | Emma Coburn        | États-Unis | 9:16.91  | Q     |
| 4    | Geneviève Lalonde  | Canada     | 9:22.64  | q, NR |
| 5    | Purity Kirui       | Kenya      | 9:30.13  |       |
| 6    | Marwa Bouzayani    | Tunisie    | 9:31.25  | PB    |
| 7    | Lea Meyer          | Allemagne  | 9:33.00  |       |
| 8    | Xu Shuangshuang    | Chine      | 9:34.92  |       |
| 9    | Michelle Finn      | Irlande    | 9:36.26  |       |
| 10   | Lomi Muleta        | Éthiopie   | 9:45.81  |       |
| 11   | Nataliya Strebkova | Ukraine    | 9:49.15  |       |
| 12   | Belén Casetta      | Argentine  | 9:52.89  |       |
| 13   | Georgia Winkcup    | Australie  | 9:59.29  |       |
| 14   | Simone Ferraz      | Brésil     | 10:00.92 |       |

#### Série 2
| Rang | Athlète                 | Pays            | Temps    | Notes |
| ---- | ----------------------- | --------------- | -------- | ----- |
| 1    | Courtney Frerichs       | États-Unis      | 9:19.34  | Q     |
| 2    | Gesa Krause             | Allemagne       | 9:19.62  | Q     |
| 3    | Beatrice Chepkoech      | Kenya           | 9:19.82  | Q     |
| 4    | Zerfe Wondemagegn       | Éthiopie        | 9:20.01  | q     |
| 5    | Luiza Gega              | Albanie         | 9:23.85  | q, SB |
| 6    | Genevieve Gregson       | Australie       | 9:26.11  | q     |
| 7    | Tatiane Raquel da Silva | Brésil          | 9:36.43  | NR    |
| 8    | Regan Yee               | Canada          | 9:41.14  |       |
| 9    | Irene van der Reijken   | Pays-Bas        | 9:42.98  |       |
| 10   | Yuno Yamanaka           | Japon           | 9:43.83  |       |
| 11   | Aimee Pratt             | Grande-Bretagne | 9:47.56  |       |
| 12   | Aneta Konieczek         | Pologne         | 10:07.25 |       |
| 13   | Zita Kácser             | Hongrie         | 10:43.99 |       |

#### Série 3
| Rang | Athlète               | Pays            | Temps    | Notes |
| ---- | --------------------- | --------------- | -------- | ----- |
| 1    | Hyvin Kiyeng          | Kenya           | 9:23.17  | Q     |
| 2    | Maruša Mišmaš-Zrimšek | Slovénie        | 9:23.36  | Q     |
| 3    | Mekides Abebe         | Éthiopie        | 9:23.95  | Q     |
| 4    | Valerie Constien      | États-Unis      | 9:24.31  | q     |
| 5    | Elizabeth Bird        | Grande-Bretagne | 9:24.34  | q     |
| 6    | Elena Burkard         | Allemagne       | 9:30.64  |       |
| 7    | Lili Anna Toth        | Hongrie         | 9:30.96  | PB    |
| 8    | Alicja Konieczek      | Pologne         | 9:31.79  |       |
| 9    | Anna Emilie Møller    | Danemark        | 9:31.99  | SB    |
| 10   | Alycia Butterworth    | Canada          | 9:34.25  |       |
| 11   | Amy Cashin            | Australie       | 9:34.67  |       |
| 12   | Eilish Flanagan       | Irlande         | 9.34.86  | PB    |
| 13   | Carolina Robles       | Espagne         | 9:45.37  |       |
| 14   | Adva Cohen            | Israël          | 10:05.95 |       |

## Légende
Records et Performances
- AR : Record continental (area record)
- CR : Record des championnats (championship record)
- MR : Record du meeting (meet record)
- NR : Record national (national record)
- OR : Record olympique (olympic record)
- PR : Record paralympique (paralympic record)
- PB : Record personnel (personal best)
- SB : Meilleure performance personnelle de la saison (season's best)
- WL : Meilleure performance mondiale de l'année (world leader)
- WJR : Record du monde junior (world junior record)
- WR : Record du monde (world record)

Circonstances et Conditions
- DNF : N'a pas terminé (did not finish)
- DNS : N'a pas pris le départ (did not start)
- DQ : Disqualification (disqualification)
- NM : Aucun essai valable enregistré (No Mark)
- Q : Qualifié « directement » au prochain tour (ou à la prochaine compétition), lors d'une compétition majeure, grâce au classement ou à la réalisation des minima (automatic qualifier)
- q : Qualifié au prochain tour (ou à la prochaine compétition), lors d'une compétition majeure, grâce au repêchage ou à la réalisation de l'une des meilleures performances parmi celles des « non qualifiés directement » (grâce au meilleur temps ou à la meilleure distance par exemple) (secondary qualifier)